# Gorenja vas, Zagorje ob Savi
Gorenja vas este o localitate din comuna Zagorje ob Savi, Slovenia, cu o populație de 76 de locuitori.